# وزارة الدفاع (بروناي)
وزارة الدفاع البروناوية (بالملايوية: Kementerian Pertahanan، كمنترين ڤرتاهنن)‏، هي الوزارة المسؤولة عن الشؤون الدفاعية والقوات المسلحة في سلطنة بروناي.

## التاريخ
بعد إعلان إستقلال سلطنة بروناي في 1 يناير 1984 تم تأسيس وزارة الدفاع، وقد شغل المنصب حينها السلطان عمر علي سيف الدين الثالث الذي تنازل عن العرش لإبنه السلطان حسن البلقية، وعند
وفاته في 1986 تولى المنصب حينها إبنه السلطان حسن البلقية وحتى الآن.

## القيادة
سلطان بروناي هو القائد الأعلى للقوات المسلحة ووزير الدفاع.
ظهر منصب وزير الدفاع الثاني بالتعديل الوزاري عام 2018، وقد شغله حلبي محمد يوسف حتى 7 يونيو 2022 عندما تم إلغاؤه، ثم عاد ليشغل المنصب من جديد في 27 فبراير 2023.
منصب نائب وزير الدفاع ظهر في التشكيلات الوزارية 2015 و2022 وقد شغله عبد القادر عبد الرازق (بالملايوية: داتو سري بهلوان أوانج الحاج عبد الرزاق بن حاج عبد القادر)‏ حتى تم إلغاء المنصب في 27 فبراير 2023.

### الهيكل التنظيمي

#### القوات المسلحة
- القوات البرية الملكية
- سلاح الجو الملكي
- القوات البحرية الملكية
- معهد التدريب (RBAF)
- أكاديمية الدفاع (RBAF)
- مديرية اللوجستيات
- مديرية المخابرات
- مديرية شؤون الموظفين
- مديرية تنمية قدرات القوة
- مديرية الإدارة والقوى العاملة
- مديرية المالية والاستحواذ
- مديرية سياسة الدفاع

## الوزراء
| الاسم                            | بداية المنصب   | نهاية المنصب   |
| -------------------------------- | -------------- | -------------- |
| السلطان عمر علي سيف الدين الثالث | 1 يناير 1984   | 21 أكتوبر 1986 |
| السلطان حسن البلقية              | 21 أكتوبر 1986 | الآن           |

### وزير الدفاع الثاني
| حلبي محمد يوسف | 30 يناير 2018 | 7 يونيو 2022 | 27 فبراير 2023 | الآن |